# Jawalga, Aland
Jawalga là một làng thuộc tehsil Aland, huyện Gulbarga, bang Karnataka, Ấn Độ.